# František Drtikol
František Drtikol (ur. 3 marca 1883 w Przybramie, zm. 13 stycznia 1961 w Pradze) – czeski fotograf i malarz, prekursor czeskiej modernistycznej fotografii.

## Życiorys
Urodził się 3 marca 1883 roku w Przybramie, gdzie także się wychował. Pobożność miasta z wielowiekową tradycją pielgrzymek wywarła wpływ na jego zainteresowanie duchowością i filozofią. Drtikol chciał zostać malarzem, lecz po naleganiu ojca wybrał fotografię, której zaczął przyuczać się w rodzinnym mieście. Przez trzy lata praktyki w atelier fotograficznym nauczył się tworzenia kopii, retuszu, czy tonowania, lecz nie miał możliwości rozwoju własnej fotografii. W latach 1901–1903 studiował fotografię w Monachium na Lehr- und Versuchsanstalt für Photographie, w której dominował piktorializm. Studia ukończył z wyróżnieniem, po czym kontynuował naukę w pracowniach fotograficznych w Karlsruhe, Chur i w Pradze.  

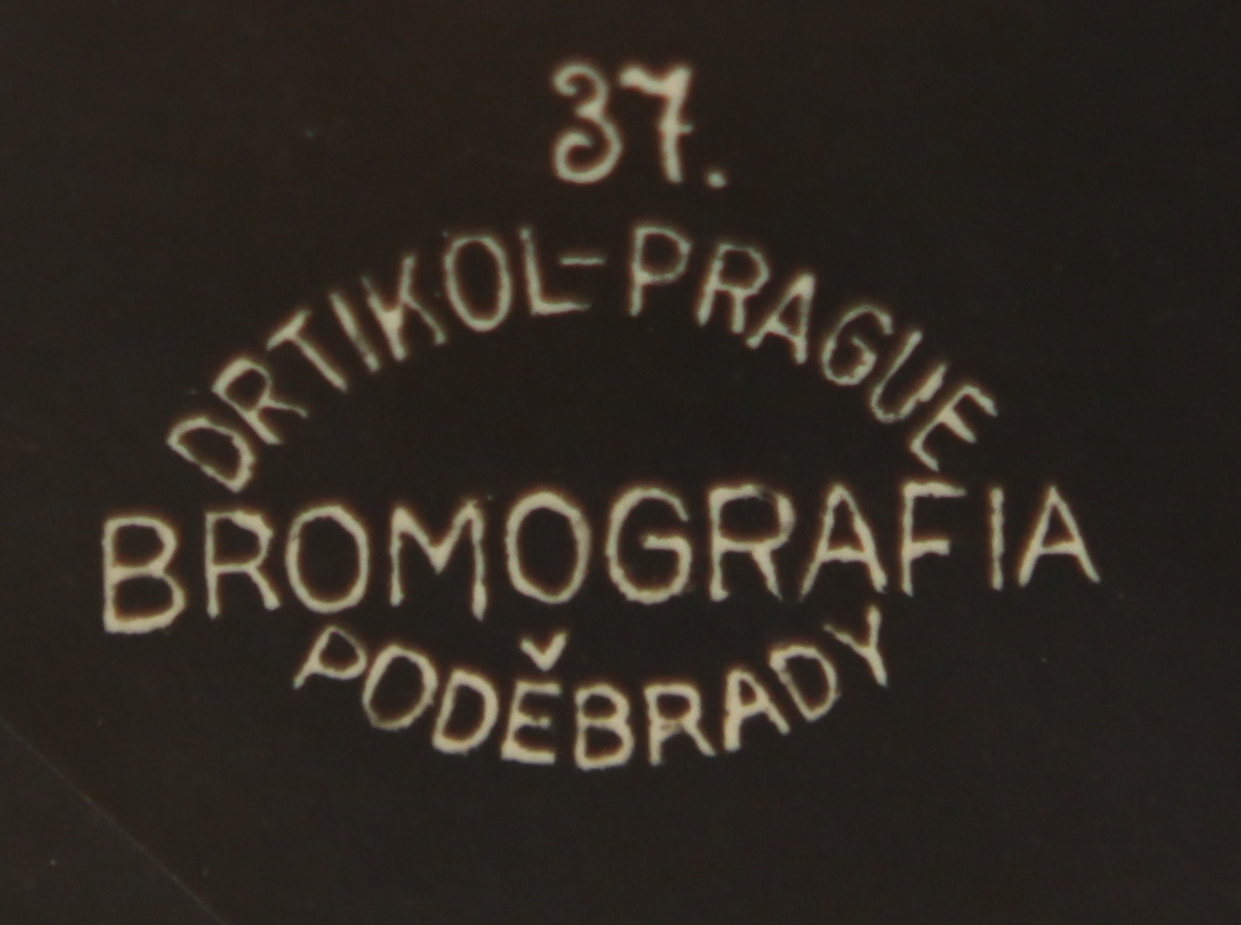
Oznaczenie fotografii Drtikola

W 1907 roku, po odbyciu służby wojskowej, otworzył własne studio fotograficzne w Przybramie. Ze względu na brak powodzenia w rodzinnym mieście, w 1910 roku przeniósł się do Pragi i otworzył nowe atelier w partnerstwie z Augustinem Skardą, które specjalizowało się w fotografii portretowej utrzymanej w duchu secesji. Do klienteli należeli politycy i ważne postaci lokalnego świata kultury. W tym samym czasie Drtikol tworzył liryczne pejzaże, eksperymentując przy tym z technikami popularnymi w piktorializmie, takimi jak druk olejny i gumodruk, które m.in. znalazły się w zbiorze Z dvorků a dvorečků staré Prahy (1911). Z kolei jego akty, które zaczął tworzyć już w Przybramie, należą do pierwszych aktów artystycznych w Czechach.

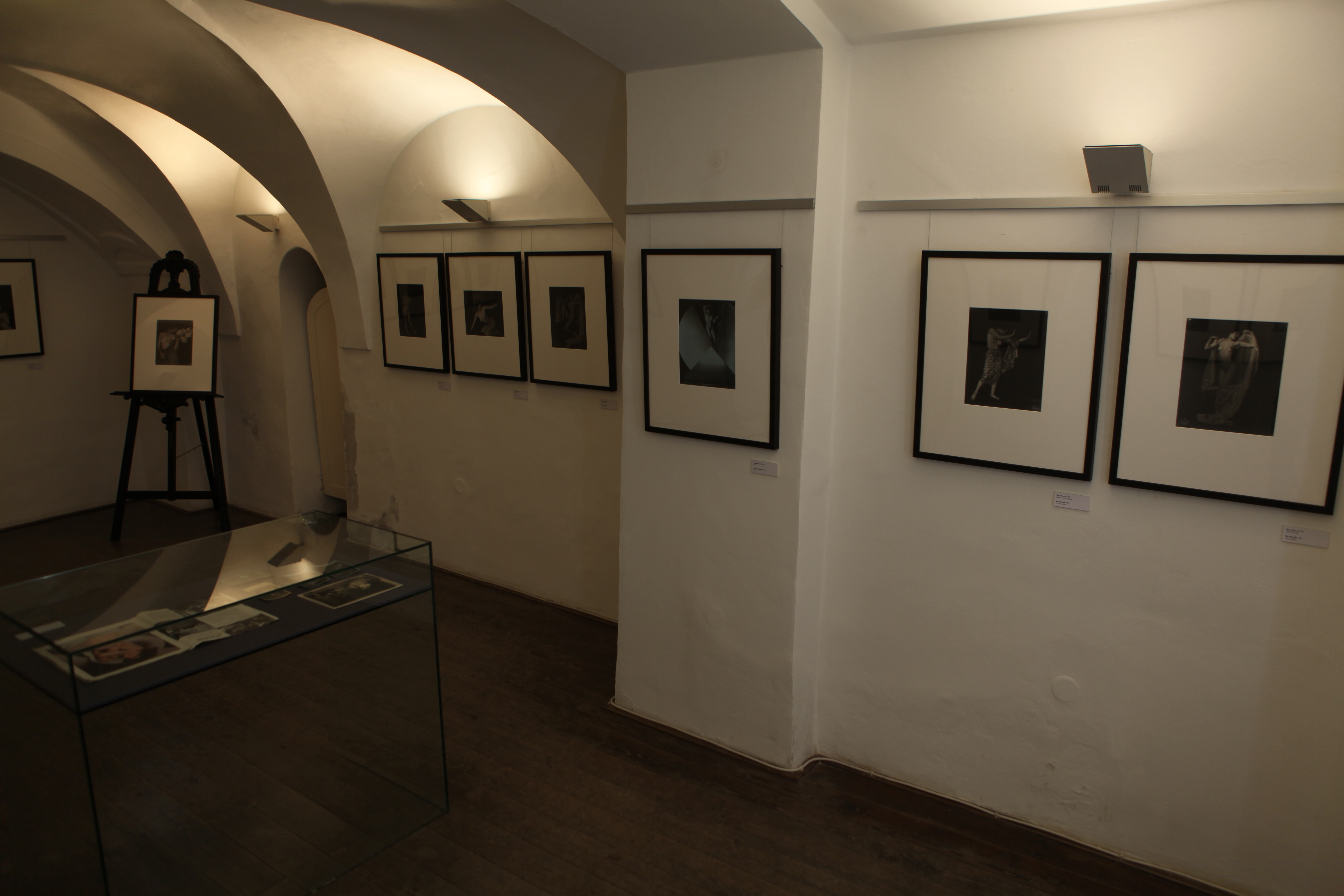
Wystawa fotografii Drtikola w Galerii Josefa Sudka w Pradze

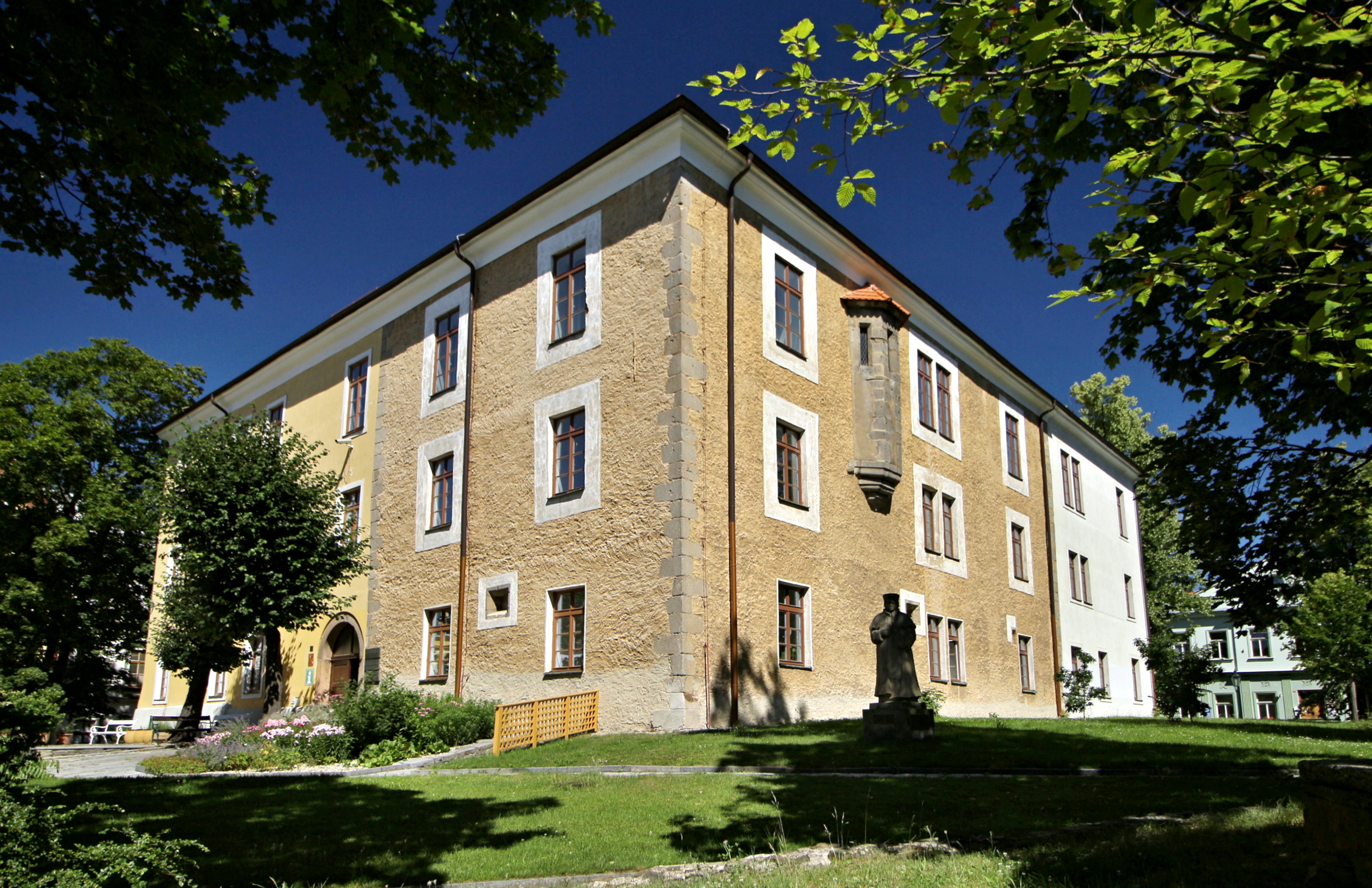
Budynek Galerii Františka Drtikola w Przybramie

To właśnie akty przyniosły mu uznanie i stały się głównym tematem jego twórczości. Jego eksperymentalne akty z początku utrzymane były w duchu secesji, jednak z czasem, dzięki użyciu silnego kontrastu świetlnego i geometrycznych rekwizytów, fotografie nabrały wyraźnie modernistycznego charakteru przypominającego stylistykę Bauhausu. W jego twórczości z lat 20. XX można zauważyć także wpływ kubizmu i elementów tańca ekspresjonistycznego. Dzięki zmyślnemu zastosowaniu geometrycznej scenografii i układu cieni na ciałach modeli, cielesność w aktach Drtikola została sprowadzona do roli czysto estetycznego i erotycznego motywu, zamiast tradycyjnej funkcji metafory czy ilustracji. Obłości modeli zaczęły być przez niego traktowane jako kolejny geometryczny element kompozycji. W 1925 roku opatentował metodę uzyskania półtonów w fotolitografii, a cztery lata później opublikował w Paryżu album fotograficzny Les nus Drtikol.  
W latach 1903–1936 wziął udział w około piętnastu znaczących wystawach międzynarodowych, takich jak Międzynarodowa Wystawa Sztuki Dekoracyjnej i Wzornictwa w Paryżu, podczas której zdobył grand prix. Choć został prawdopodobnie pierwszym czeskim fotografem, który zdobył światowy rozgłos, jego pierwsza wystawa indywidualna w Czechach odbyła się dopiero po jego śmierci.  
Wraz z rosnącym zainteresowaniem mistyką, jego fotografie stawały się coraz bardziej wyszukane. W 1935 roku Drtikol porzucił fotografię na rzecz malarstwa i teozoficznych poszukiwań oraz przekazał przeszło 5000 prac Muzeum Sztuki Dekoracyjnej w Pradze. W jego przesyconych symbolizmem i mistyką obrazach można znaleźć jednak echa wcześniejszych poszukiwań formalnych. W latach 1945–1946 wykładał w Pradze na uczelni artystycznej, po czym zaczął żyć w odosobnieniu, poświęcając się tłumaczeniu literatury duchowej z niemieckiego, spisywaniu swoich wizji i myśli, a także praktykując jogę i buddyzm. Jego twórczość fotograficzna na dekady popadła w zapomnienie, po czym została odkryta na nowo w latach 70. XX wieku.  
Drtikol zmarł 13 stycznia 1961 roku w Pradze. Został pochowany w Przybramie.  
Jego imieniem nazwano galerię w Przybramie oraz planetoidę (4671) Drtikol, którą odkrył Antonín Mrkos.

## Życie prywatne
Wywodził się z rodziny kupieckiej, miał dwie starsze siostry Emę i Marię. Był dwukrotnie żonaty: w latach 1921–1926 z Ervíną Kupferovą, z którą miał córkę, a następnie w latach 1942–1959 (do jej śmierci) z Jarmilą Rambouskovą.